# Waking the Cadaver
Waking the Cadaver — американская дэт-метал-группа из Нью-Джерси, образованная в 2005 году в Джерси-Шор, Нью-Джерси. За свою карьеру коллектив выпустил три полноформатных альбома, один сборник и три сингла.
Группа известна своим необычным звучанием, которое сочетает в себе дэт-метал и грайндкор. Свой стиль коллектив именует Slamming Gore Groove, как смесь брутал-дэза, горграйнда и грув-метала.

## История
В 2006 году Дон Кэпман и Дэннис Морган собирают группу Waking the Cadaver. В том же году они выпустили Demo 2006 со смесью брутал-дэза и дэткора. В следующем году на лейбле Necrohamonic Records выходит дебютный альбом группы — Perverse Recollections of a Necromangler, стиль которого стал ближе к грайндкору, за счёт высокой скорости песен и различных видов форсированного (хрюкающего) вокала. В 2008 году из группы уходит гитарист Ник Палматер, в образованный группой сайд-проект Death to Honor. В 2010 году группа выпускает второй студийный альбом — Beyond Cops. Beyond God, который сменился по стилистике гораздо ближе к дэткору и дэт-металу. В октябре 2013 года группа выпускает третий студийный альбом — Real-Life Death, являющийся смесью грайндкора и дэткора. С тех пор Waking the Cadaver не поддерживала активность, а 9 февраля 2015 года группа официально объявила о распаде.
В августе 2018 года группа вернулась. Музыканты анонсировали ноябрьское шоу в бруклинском баре Saint Vitus совместно с группами Dehumanized и Enemy Mind.

## Дискография
| Студийные альбомы - Perverse Recollections of a Necromangler (2007) - Beyond Cops, Beyond God (2010) - Real-Life Death (2013) - Authority Through Intimidation (2021) Демозаписи - Demo 2006 (2006) | Сборники - Straight Outta tha Ground Vol.1 (In tha Ground Records) — (2007) Синглы - «Snapped in Half» (2011) - «Lumped Up» (2013) - «Money Power Death» (2013) - «Threaten Physical Force» (2021) |

## Состав
Последний состав
- Дон Кэмпан — вокал (2006—2015)
- Деннис Морган — ударные (2006—2015)
- Майк Мэйо — гитара (2008—2015)
- Джон Хартмен — гитара (2011—2015)
- Алекс Сарнецки — бас-гитара (2012—2015)

Бывшие участники
- Стив Вермилиа — бас-гитара (2006—2012)
- Ник Палматир — гитара (2006—2008)
- Алекс Кэстриллон — гитара (2008—2009)
- Джерри Риган — гитара (2006—2008)
- Тристан Грэм — гитара (2007)

### Временная шкала
Unable to compile EasyTimeline input:

Timeline generation failed: 5 errors found

Line 5: Period = from:01/01/2006 till:03/15/2025

- Period attribute 'till' invalid.

```
 Date does not conform to specified DateFormat 'dd/mm/yyyy'.

```

Line 8: ScaleMajor = increment:2 start:2006

- Scale attribute 'start' invalid.

```
 Date '01/01/2006' not within range as specified by command Period.

```

Line 9: ScaleMinor = increment:1 start:2007

- Scale attribute 'start' invalid.

```
 Date '01/01/2007' not within range as specified by command Period.

```

Line 18:   at:01/06/2006 color:OR layer:back

- LineData invalid. No (valid) command 'Period' specified in previous lines.

Line 38: PlotData =

- PlotData invalid. No (valid) command 'Period' specified in previous lines.

</timeline>